# Elazığ (tartomány)
Elazığ tartomány (IPA: [elazɯ:]) Törökország egyik tartománya a Kelet-anatóliai régióban. Itt ered az Eufrátesz folyó. Keleten Bingöl, északon Tunceli, nyugaton Malatya, délen pedig Diyarbakır határolja.

## Körzetek
A tartománynak 11 körzete van: Ağın, Alacakaya, Arıcak, Baskil, Elazığ, Karakoçan, Keban, Kovancılar, Maden, Palu és Sivrice.

## Történelem
A tartomány korábbi lakói voltak: bizánciak, arabok, szeldzsukok, örmények, s 1516-tól az oszmán törökök.

## Földrajz
A tartomány déli oldalán 2–3000 m közötti hegyek találhatóak, s ezek között van a Hazar-tó 1248 m tengerszint fölötti magasságban. Az északi oldalán a Karasu és a Murat folyók találkozásától indul az Eufrátesz (Firat) felső folyása. Kebannál hatalmas területű, 125 km hosszú mesterséges tó jött létre a Keban-gát megépítését követően. A tartomány keleti oldalán van a másik híres folyó forrása: a Tigris (Dicle) folyóé.

## Látnivalók
- Harput: 5 km-re Elazığ városától található vármaradványok.